# Маркоплос, Гарри
Гарри Байрон Маркоплос (англ. Harry Byron Marcoplos, 28 января 1926, Балтимор, Мэриленд, США — 11 апреля 2024) — американский хоккеист (хоккей на траве), нападающий.

## Биография
Гарри Маркоплос родился 28 января 1926 года в американском городе Балтимор.
Окончил Университет Джонса Хопкинса, где затем работал тренером женской команды по хоккею на траве. Играл за «Балтимор».
В 1948 году вошёл в состав сборной США по хоккею на траве на Олимпийских играх в Лондоне, поделившей 10—12-е места. Играл на позиции нападающего, провёл 3 матча, мячей не забивал.
В 1956 году вошёл в состав сборной США по хоккею на траве на Олимпийских играх в Мельбурне, занявшей 12-е место. Играл на позиции нападающего, провёл 3 матча, забил 1 мяч в ворота сборной Афганистана.
Впоследствии занимался овцеводством в штате Мэн, затем в штате Мэриленд, стал экспертом отрасли. Шерсть в основном закупали в Новой Англии.
Также работал директором по домашнему обучению в школе Калверт в Мэриленде.